# 柏林-勃蘭登堡廣播公司

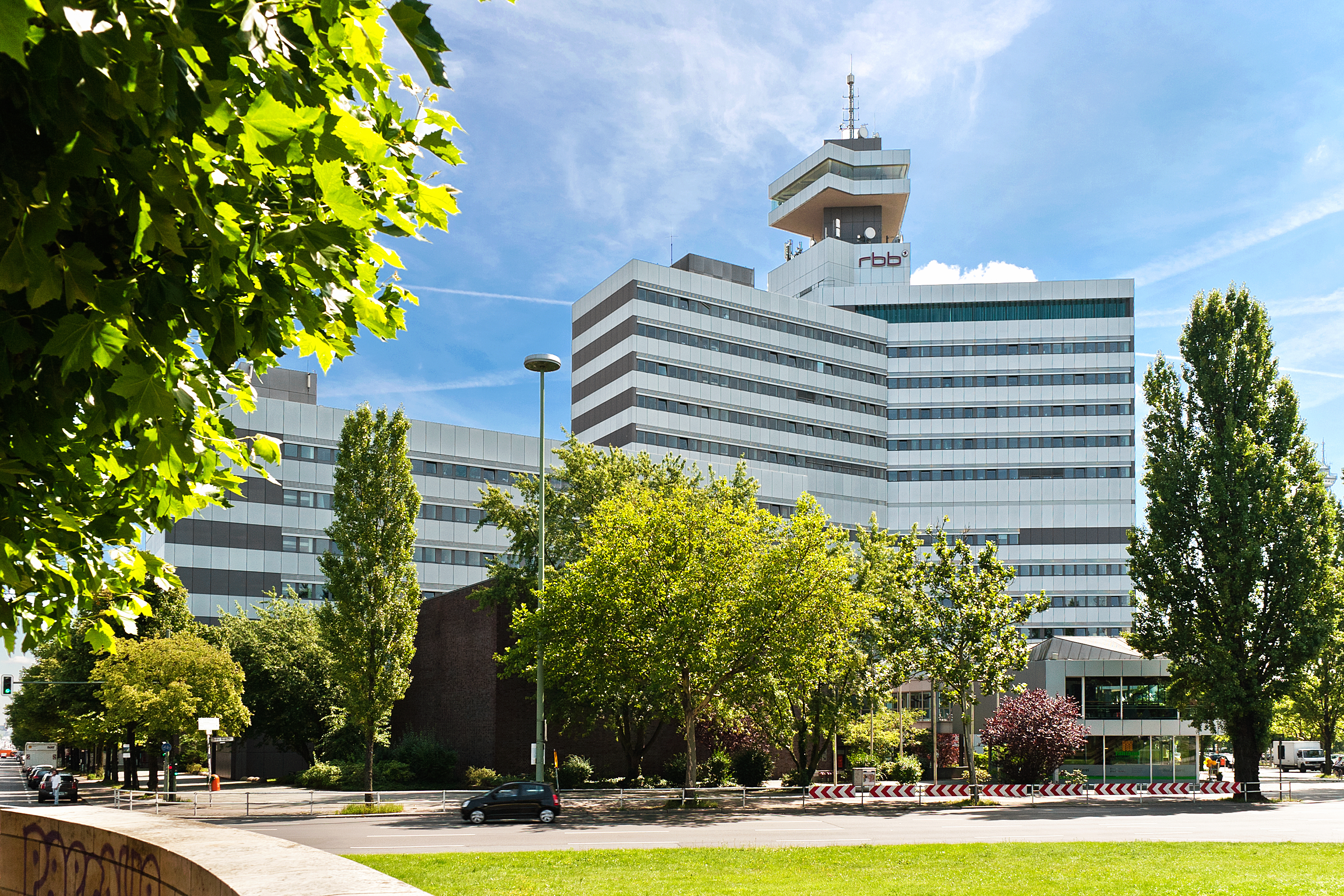
柏林-勃兰登堡广播公司大楼 (2013年)

柏林-勃蘭登堡廣播公司（德語：Rundfunk Berlin-Brandenburg）是位於德國柏林的一個公共廣播電視公司，也是德國公共廣播聯盟的九個加盟公司之一。播出地區是柏林州和勃蘭登堡州。設立於2003年5月1日，由SFB（自由柏林廣播）和ORB（勃蘭登堡-東德廣播）合併誕生。
兒童節目《小沙人》由該公司製作。

## 外部連結
- RBB Homepage National and University Library of Iceland的存檔，存档日期2010-03-26 (in German)